# Geschichte der Telefonie in Österreich

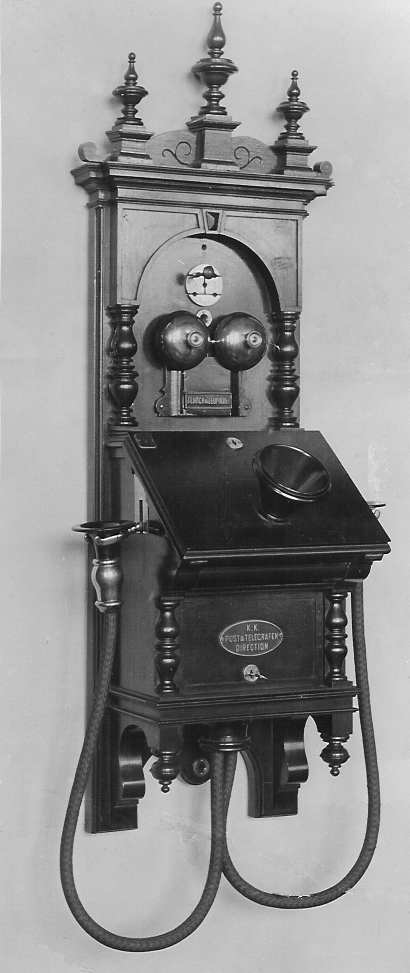
Wandapparat, 1890

Die Geschichte der Telefonie in Österreich beschreibt die Einführung der Telefonie und deren Weiterentwicklung von ihren Anfängen bis heute bezogen auf Österreich.

## Festnetztelefonie

### Erste Kontakte
1863 demonstrierte der deutsche Physiker und Erfinder Philipp Reis dem österreichischen Kaiser Franz Joseph I. in Frankfurt am Main einen Apparat zur Übertragung von Tönen und Melodien.
Am 14. Februar 1876 meldete der in Boston lebende schottische Sprechtherapeut Alexander Graham Bell einen „Sprechtelegraphen“ zum Patent an. Dieser „Bell’sche Sprechtelegraph“ zählte zu den Attraktionen der Weltausstellung von Philadelphia. Am 9. Oktober 1876 wurde das erste Ferngespräch der Welt auf einer zwei englische Meilen langen Telefonleitung Boston–Cambridge (USA) geführt. Die in der Leipziger „Illustrirten Zeitung“ vom 30. Juni 1877 über Bells Versuche veröffentlichten Skizzen veranlassten Franz Nissl, einen Telefonapparat zu konstruieren, dessen Funktion er gemeinsam mit zwei Hochschulassistenten am 22. Dezember 1877 im Physikalischen Institut der Wiener Technischen Hochschule dem Professorenkollegium vorführte. Nissl gründete 1884 zusammen mit Karl August Czeija die „Telephon- und Telegraphenfabrik Czeija, Nissl & Co.“, die wesentlichen Anteil am Aufbau des österreichischen Telefonnetzes hatte.
1877 führte auch Universitätsprofessor Pfaundler im Naturwissenschaftlichen Verein in Innsbruck den „Bell’schen Sprechtelegraphen“ vor.

### Beginn der Nutzung
Mit Erlass vom 3. Juni 1881 wurde vom k.k. Handelsministerium die erste Konzession für den Betrieb von Telefonanlagen innerhalb eines um den Stephansdom als Mittelpunkt gedachten Kreises von 15 km Radius an die Wiener Privat-Telefongesellschaft erteilt.

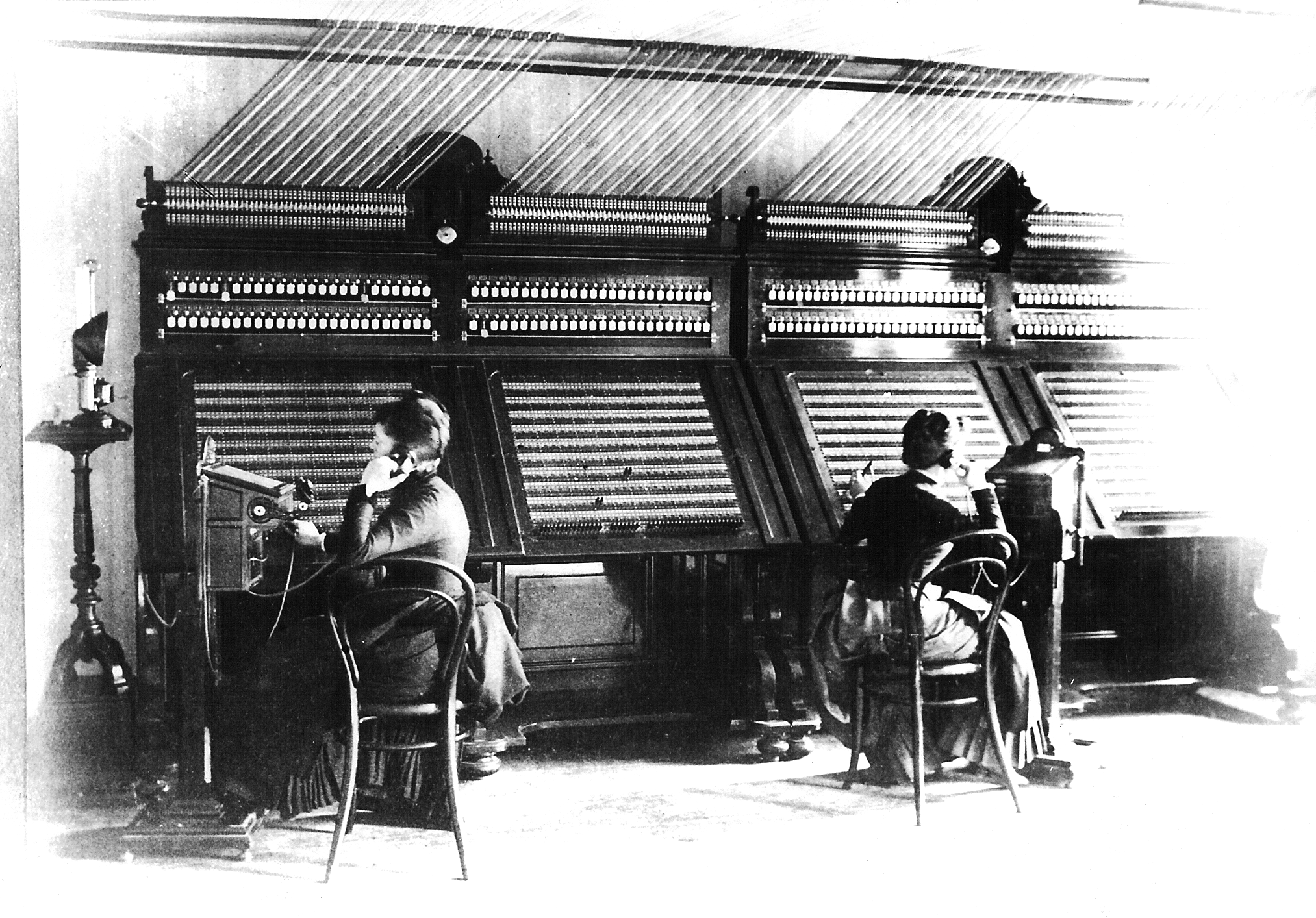
Telefonzentrale Czeija & Nissl, Linz ca. 1885

Die erste Fernsprechvermittlungsstelle befand sich im ersten Bezirk in der Friedrichstraße 6 und wurde am 1. Dezember 1881 mit 154 Teilnehmern in Betrieb genommen. Die Vermittlung der Gespräche geschah durch das „Fräulein vom Amt“, das die Anrufer durch das richtige Stecken von am Gürtel getragenen Metallstöpseln mit dem gewünschten Partner zu verbinden hatte. Wenn ein Teilnehmer ein Gespräch führen wollte, musste er zunächst die Vermittlungskraft auf sich aufmerksam machen. Anfangs geschah dies durch eine, neben dem Telefonapparat hängende Pfeife. Die Teilnehmer pfiffen in die Sprechmuschel und in der Vermittlungsstelle trat das Fräulein vom Amt in die Leitung ein, sobald sie das Signal akustisch wahrgenommen hatte. Doch schon bald wurden die Apparate mit so genannten Kurbelinduktoren ausgestattet. Mit diesen Einrichtungen wurde eine Rufspannung erzeugt, die in der Vermittlungsstelle optisch und akustisch signalisierte, dass ein bestimmter Teilnehmer das Eintreten einer Vermittlungskraft in seine Anschlussleitung wünschte. Sobald der Teilnehmer die Stimme der Vermittlungskraft in seiner Hörmuschel vernahm, teilte er ihr den gewünschten Gesprächspartner mit. Nach Ende des Gespräches musste der Teilnehmer wieder den Kurbelinduktor betätigen, um das Ende des Gespräches zu signalisieren.
1882 gab es schon fast 1000 Teilnehmer sowie eine öffentliche Sprechstelle in den Räumlichkeiten der Wiener Börse. Für die Benutzung dieser Sprechstelle war eine festgelegte Gebühr zu entrichten.
Auch die englische Gesellschaft „Consolidated Telephone Construction and Maintenance Comp. Limited“ in London, die spätere „Telephone Company of Austria Limited“, erwarb das Recht, in mehreren Städten der österreichischen Reichshälfte Telefonnetze zu errichten und zu betreiben. So wurde noch 1882 der Fernsprechbetrieb in Graz, Prag und Triest und 1883 in Lemberg, Bielitz-Biala, Czernowitz, Pilsen und Reichenberg aufgenommen. Die Wiener Privat-Telefongesellschaft wiederum errichtete 1884 in Brünn das erste Fernsprechnetz. Auch in Oberösterreich wurden die damals noch nicht vereinigten Städte Linz und Urfahr verkabelt und ab 1885 konnten 80 angeschlossene Teilnehmer miteinander telefonieren.

### Vom Privat- zum Staatstelefon

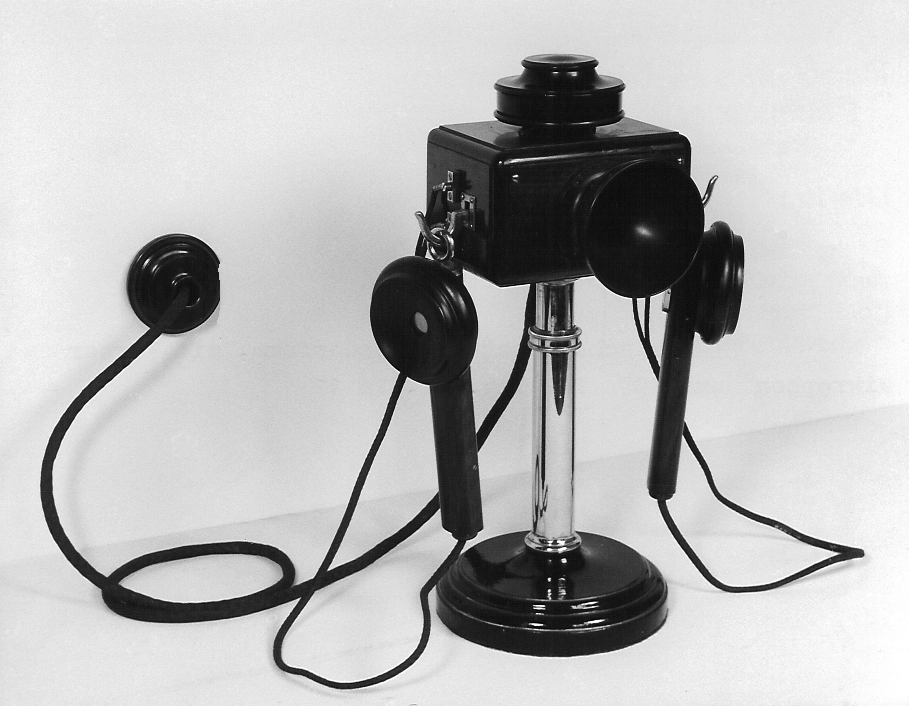
Tischapparat, ca. 1889

Trotz des fortschreitenden Ausbaus lag Österreich im internationalen Vergleich gesehen eher am unteren Ende der Skala. Entfiel in den Städten Paris, Berlin oder Rom Ende 1885 auf etwa 40 Einwohner ein Fernsprechteilnehmer, kam in Wien nur auf etwa 1050 Einwohner ein Fernsprechteilnehmer.
Als Ursache ortete das k.k. Handelsministerium, dass die mit Konzessionen bedachten Privatunternehmer nicht unbedingt den Wünschen der Kunden entsprachen, zu teuer waren und Einrichtungen verwendeten, die nicht dem letzten Stand der Technik entsprachen und daher dem ständig steigenden Verkehrsaufkommen nicht gewachsen waren. Der Staat wollte daher den Telefonbetrieb von nun an gänzlich selbst in die Hand nehmen und begann mit dem Rückkauf der erteilten Konzessionen. Mittlerweile gab es insgesamt elf Privatnetze, die alle ihre Vermittlungseinrichtungen, Apparate, die verlegten Leitungen, ihre Büroeinrichtungen etc. abgegolten haben wollten. Auch das Personal der Privatgesellschaften musste von der Staatsverwaltung übernommen werden.
Am 1. Jänner 1895, dem Datum der Übergabe des letzten Privatnetzes (dem Wiener Stadtnetz), befand sich das gesamte österreichische Fernsprechnetz im Besitz der Staatsverwaltung. Das Telefonnetz wurde nun von der österreichischen Post- und Telegraphenverwaltung (ÖPTV) betreut. „Das unterirdische Kabelnetz umfasste eine Länge von 154 Kilometer, wovon 35.493 m beschaltet waren. Die Tracenlänge der oberirdischen Leitungen betrug 800 Kilometer, die verbaute Drahtlänge betrug rund 6000 Kilometer Draht. Zur oberirdischen Fortführung der Drahtleitungen dienten 15.600 Mauer- und Brückenträger und 3400 Holzsäulen, an denen rund 280.000 Porzellanglocken (Isolatoren) befestigt waren. An Personal waren damals 334 Telefonistinnen und 160 Telefonarbeiter beschäftigt.“

### Weiterer Ausbau

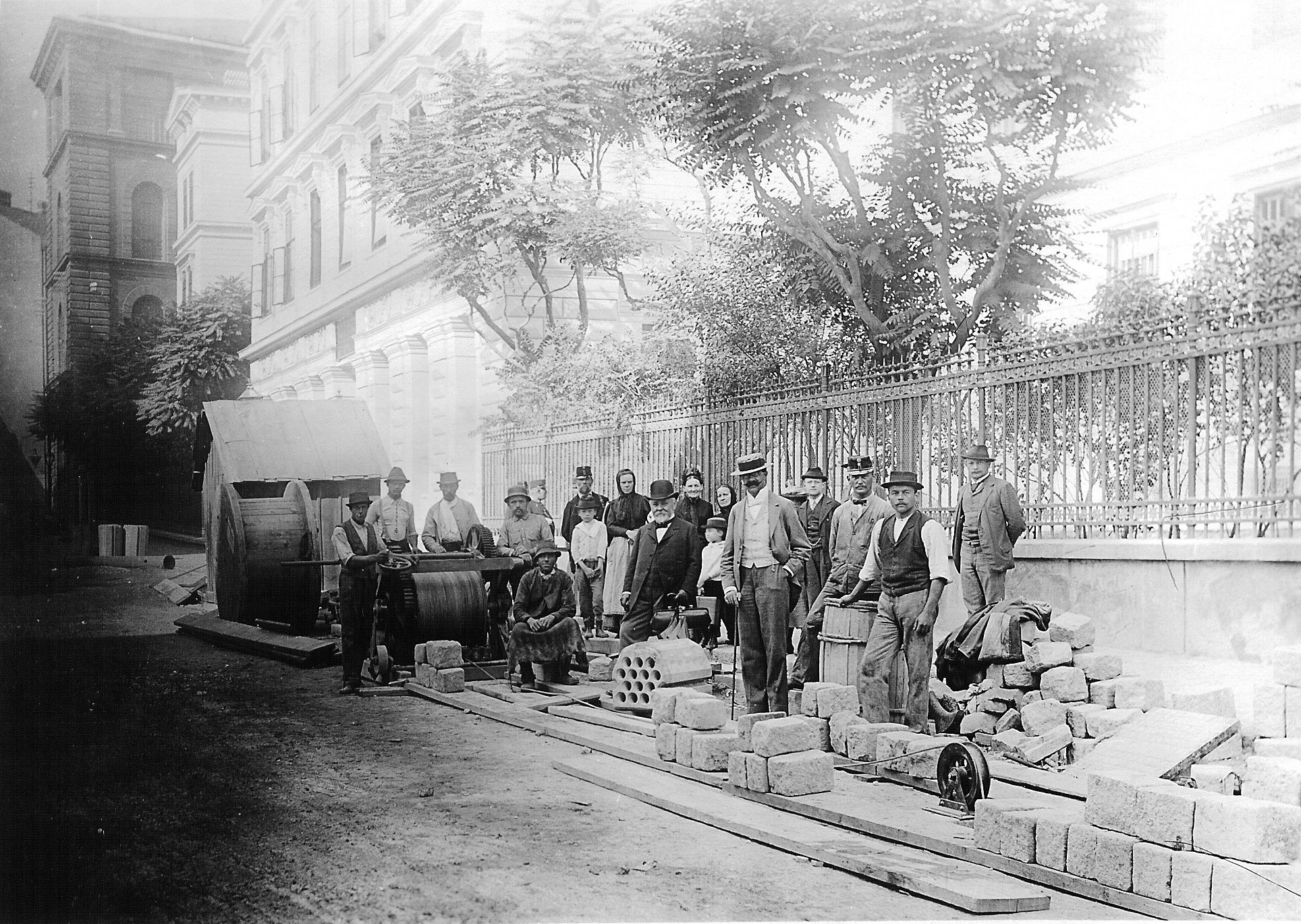
Verlegen von Telefonkabeln (Kabeleinziehen), 1898

Die Telefonzentrale in der Wiener Friedrichstrasse entsprach bald nicht mehr dem Stand der Technik und wurde daher im Februar 1899 aufgelassen und durch die neu erbaute, für 12.000 Anschlüsse konzipierte Zentrale in der Dreihufeisengasse (heutige Lehárgasse) ersetzt. Auch die Zentrale am Börseplatz wurde im Mai 1899 durch eine neu erbaute, für 3.000 Anschlüsse ausgelegte Zentrale in der Berggasse ersetzt. Zur Ergänzung dieser beiden Hauptzentralen, an die insgesamt 15.000 Teilnehmer angeschaltet werden konnten, wurden in Hietzing, Meidling, Floridsdorf, Simmering, Döbling sowie Ottakring so genannte Nebenzentralen errichtet. Doch auch die beiden Hauptzentralen mussten schon nach wenigen Jahren auf die volle Kapazität von 24.000 Teilnehmern erweitert werden.
Die Teilnehmerzahlen entwickelten sich rasant nach oben. Beim Start im Jahr 1881 waren 154 Teilnehmer registriert, zehn Jahre später waren es bereits 11.095 und 1901 nahmen 34.651 Abonnenten am nunmehr aus dem Geschäftsleben nicht mehr wegzudenkenden Dienst teil.
In der Zentrale in Meidling wurden 1905 die ersten Gesellschaftsleitungen für zwei oder vier Teilnehmer eingerichtet. Die Teilnehmer, die auf ein und derselben Leitung angeschaltet waren, konnten rufen oder gerufen werden, ohne dass sie sich gegenseitig stören oder die anderen Gespräche mithören konnten. Zunächst wurden 40 solcher Gesellschaftsleitungen zum Testen aufgebaut, bald jedoch war das so genannte „Ortsbatterie-Gesellschaftssystem“ in ganz Wien im Einsatz. Dadurch konnte etwa 18.000 Teilnehmern, die einen schwachen bis mittelmäßigen Verkehr pflegten, ein billiger Anschluss geboten werden.
Im Dezember 1906 wurden die vorher gültigen kostenaufwändigen und komplizierten Zahlungsmodalitäten für die Errichtungs-, Vermittlungs- und Sprechgebühren durch einheitlich festgesetzte Tarife abgelöst, was zu einer weiteren Popularisierung des Telefons in Österreich führte.

### Die ersten Münzfernsprecher
Der erste „Telefonautomat“ Österreichs wurde am 17. August 1903 im Wiener Südbahnhof in Betrieb genommen. Es handelte sich um eine „Telephon-Station“, welche nach Einwurf von 20 Heller zum Führen eines aktiven Gespräches zur Verfügung stand.
Weitere standen bald im Nord- und Westbahnhof, im Café Central sowie in der Prater-Hauptallee. Der Wiener Magistrat und das Denkmalamt wollten in Wien zunächst die Aufstellung von Münzfernsprechern mit der Begründung, dass diese das Stadtbild verschandeln, verhindern. Erst als zum Stadtbild passende, vornehm wirkende Kioske entworfen wurden, gab es die Zustimmung zur Aufstellung an dafür geeigneten Standorten. Der erste Kiosk stand am Franzensring (heute Universitätsring).
Ende 1907 standen in Österreich 44 öffentliche Münzfernsprecher im Einsatz: 42 in Wien und 2 in Tirol in den Bahnhöfen Trient und Brixlegg. Zehn Jahre später waren in Wien 600 und in den Ländern 178 öffentliche Münzfernsprecher im Einsatz.

### Beginn der Automatisierung

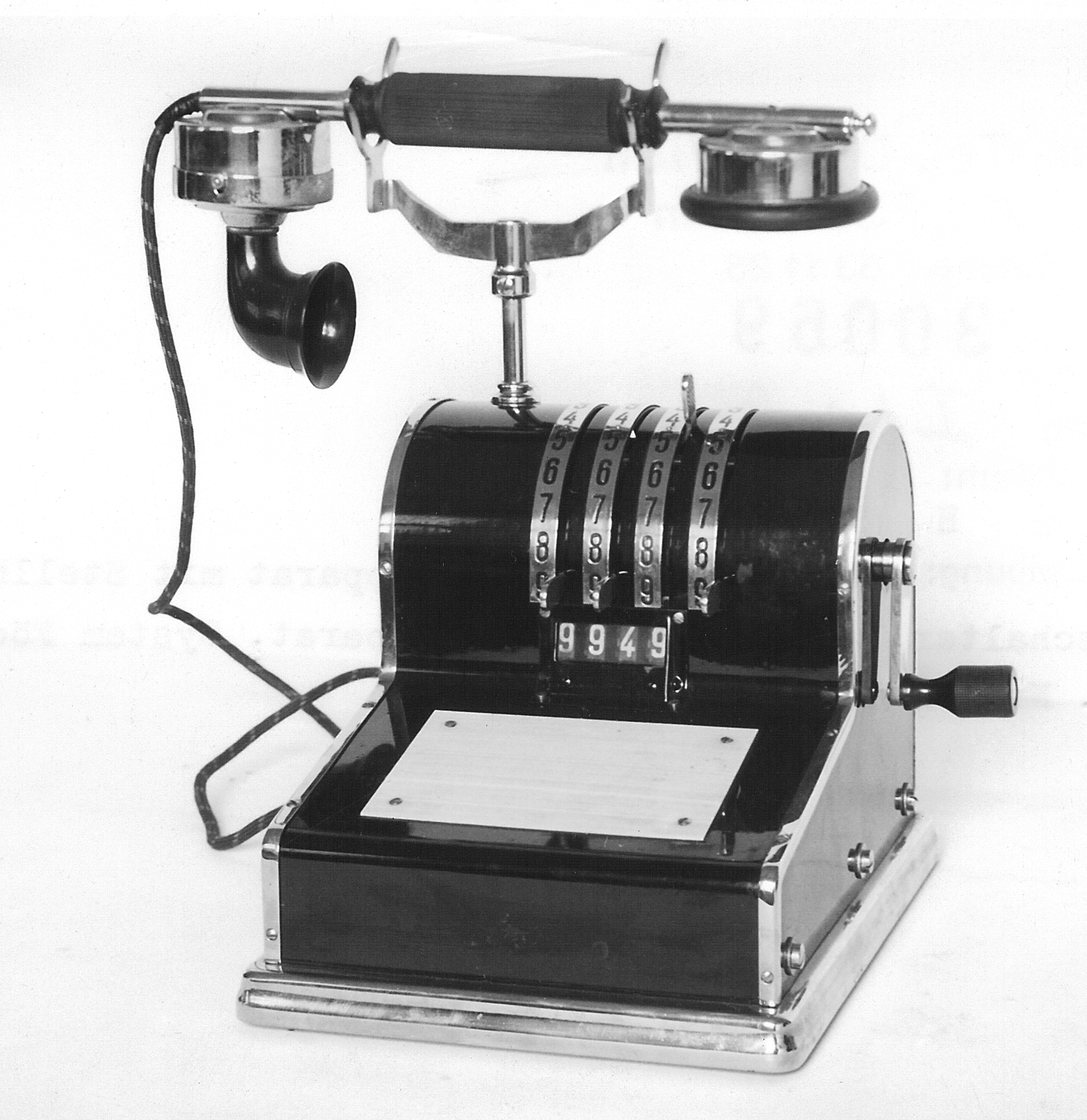
Tischapparat mit Stellhebel-Nummernschalter

Der handvermittelte Betrieb war nicht nur sehr umständlich, sondern vor allem auch personalaufwendig. Die Einführung des automatischen Betriebes ging zunächst in Wien in einer kleinen Probezentrale vor sich. Sie wurde in der Telefonzentrale in der Berggasse am 1. April 1905 dem Verkehr übergeben und war zunächst für 200 Abonnenten eingerichtet. Als die Ergebnisse zufriedenstellend verliefen, wurde in Graz im Jahre 1910 eine vollautomatische Zentrale für 2000 Einzel- und 1200 Gesellschaftsanschlüsse in Betrieb genommen. Weitere Zentralen wurden automatisiert.
Bei diesem System erfolgte die Wahl der Teilnehmernummer allerdings nicht durch eine Wählscheibe, sondern durch eine in den Telefonapparat eingebaute Stellhebelvorrichtung.
Am Telefonapparat wurde mit Stellhebeln die gewünschte Nummer eingestellt. Die Apparate für Wien hatten sechsstellige Stellhebel, die für Graz und Linz vorgesehenen Apparate hatten vier Stellhebel. Mittels der Stellhebel wurde am Apparat die Rufnummer eingestellt, dann hob man den Hörer ab, drückte den Rufknopf und drehte dann die seitlich angebrachte Kurbel. Dieses „Stellhebelsystem“ hatte jedoch den gravierenden Nachteil, dass die Rufnummernlänge beschränkt und ein Auslösen der Verbindung erst nach vollständig durchgeführter Wahl möglich war. Weiters waren diese Apparate sehr teuer und auch störanfällig. Aus diesem Grund erhielten die Telefonapparate ab 1928 eine Wählscheibe.

### Fernverbindungen

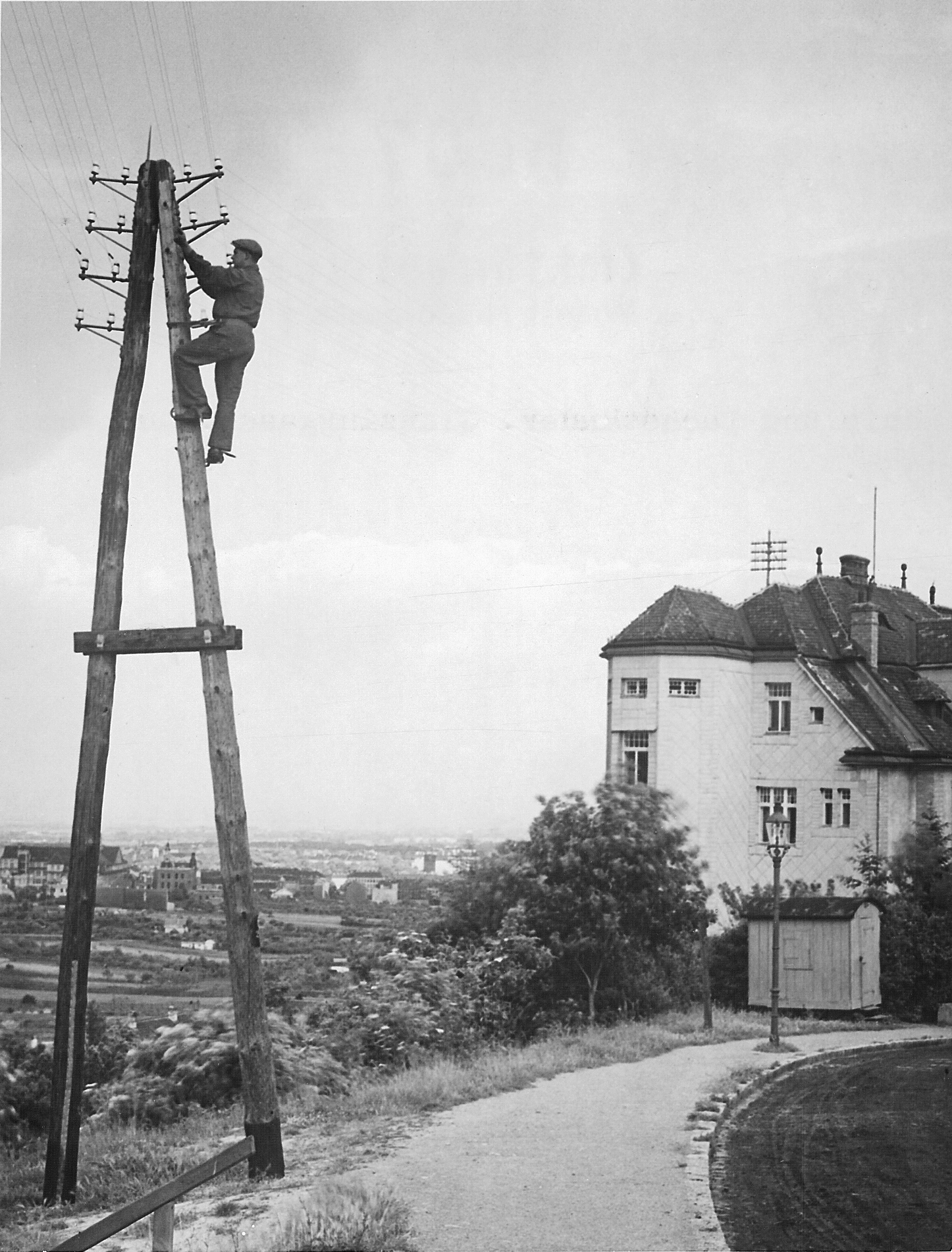
Freileitung, 1931

Gleich zu Beginn der Telefonie gab es bereits interurbane Verbindungen in die österreichischen Kronländer. Allerdings wurden diese Leitungen bis etwa 1920 ausnahmslos über Freileitungstrassen geführt. Dadurch kam es naturgemäß immer wieder zu Störungen durch Stürme, Eislasten im Winter, umgestürzte Bäume usw. Die naheliegende, in Ortsnetzen schon praktizierte Lösung, Kabeltrassen unterirdisch zu führen, schied für die Fernkabel zunächst aus, da auf derartigen Leitungen, der Dämpfung wegen, nur etwa 50 km weit telefoniert werden konnte. Erst die Erfindung des serbischen Physikers Michael Pupin, der an bestimmten Stellen der Fernkabel zum Ausgleich deren elektrischer Kapazität Selbstinduktionsspulen einsetzte (Pupin-Spulen), wodurch die Dämpfung herabgesetzt und eine Gesprächsweite bis maximal 200 km erreicht werden konnte, machte dies möglich. Eine noch größere Reichweite ergab sich erst, als es gelang, dem durch die große Entfernung geschwächten Sprechstrom wieder neue Energie zuzuführen, also den Sprechstrom zu verstärken. Dies gelang mit der vom österreichischen Erfinder Robert von Lieben entwickelten Verstärkerröhre. Beide Erfindungen zusammen boten nun die Möglichkeit, beliebig weite Entfernungen durch betriebssichere und wirtschaftliche Fernleitungen zu überwinden.
Das erste unterirdisch verlegte Fernkabel führte von Wien über St. Pölten und Linz nach Nürnberg. Bereits 1916 gelegt, wurde es aber erst 1926 in Betrieb genommen. Dieses Kabel hatte 98 Adernpaare und wurde zum ersten Mal in Abständen von 75 km mit Verstärkern versehen. Diese Verstärkereinrichtungen wurden in den so genannten Verstärkerämtern aufgebaut. Dort wurden die Kabel aufgeschaltet, die Leitungen galvanisch getrennt zu den Röhrenverstärkern geführt, verstärkt und dann wieder galvanisch getrennt zur nächsten Verstärkerfeldlänge rangiert. Weitere Fernkabel führten bald von Wien nach Budapest (1927), von Linz über Innsbruck in die Schweiz (1928), von Innsbruck nach München (1928), von Wien über Lundenburg nach Brünn (1928), von Bruck an der Mur nach Linz (1929) und von Bruck an der Mur über Klagenfurt und Villach nach Italien (1930).
| Jahr | Hauptanschlüsse |
| ---- | --------------- |
| 1924 | 101.730         |
| 1929 | 146.011         |
| 1936 | 194.397         |
| 1946 | 172.376         |
| 1947 | 196.763         |
| 1948 | 219.164         |
| 1949 | 241.491         |
| 1950 | 261.362         |
| 1951 | 267.550         |
| 1952 | 268.952         |
| 1953 | 275.580         |
| 1954 | 287.316         |
| 1955 | 300.006         |
| 1956 | 320.714         |
| 1957 | 344.099         |
| 1958 | 369.626         |

### Zweiter Weltkrieg
Ende 1937 waren in Wien von technisch verfügbaren rund 200.000 Anschlusseinheiten (6700 Einzelanschlüsse und etwa 133.000 Gesellschafter) 135.321 Anschlüsse auch tatsächlich beschaltet, in den Landeshauptstädten bestanden (auszugsweise genannt) 7992 Anschlüsse (Graz), 5174 Anschlüsse (Linz), 4626 (Innsbruck) und 3674 Anschlüsse (Salzburg).
Der Anschluss Österreichs beendete die Selbständigkeit des Telefonwesens: Ein eigenes Gesetz vom 19. März 1938 behandelte die „Überleitung der österreichischen Post- und Telegraphenverwaltung auf das Deutsche Reich (Deutsche Reichspost)“. Alle postalischen Belange wurden nun mehr von Berlin aus gesteuert.
Durch den im Folgejahr beginnenden Zweiten Weltkrieg kamen sämtliche weiteren Ausbauaktivitäten zum Stillstand. Während der Kriegsjahre wurden die Telefonzentralen und Verstärkerämter stark in Mitleidenschaft gezogen. Besonders im Osten Österreichs, speziell in Wien, war die Situation überaus prekär. Schwere Schäden erlitten unter anderem technische Einrichtungen in: Floridsdorf (Totalverlust), Meidling (Schäden durch Brandbomben im Wählerraum und Hauptverteiler), Neutorgasse (Bombentreffer des Nachbarhauses, Luftdruckschäden) und Hebragasse. Weitere Schäden durch Granatsplitter und Bombenteile wurden allerdings auch durch den Umstand, dass man ab Mitte 1944 die Fenster der Wählämter zumauerte, größtenteils vermieden.
Daneben wies das damals 2737 km lange Kabelnetz rund 9600 Schadstellen auf, von 8650 Kabelausmündungsobjekten waren mehr als die Hälfte nicht mehr funktionstüchtig. Auch vier Wiener Telefonzentralen waren gänzlich funktionsunfähig.

### Wiederaufbau nach 1945
Das Problem der ab April 1945 wiedererrichteten Österreichischen Post- und Telegraphenverwaltung waren die von den Besatzungsmächten eingeteilten Besatzungszonen. Jede Zone stellte ein in sich geschlossenes Hoheitsgebiet dar und die in Wien amtierende Generaldirektion hatte keinen Einfluss auf die Vorgänge in diesen Zonen. Besonders in den von den Russen besetzten Gebieten wurden die technischen Einrichtungen der österreichischen Post- und Telegraphenverwaltung abgebaut und von der Roten Armee Richtung Russland abtransportiert (u. a. die Ämter Wien-Hietzing, Wien-Wattgasse, Wien-Döbling, Teile der Ämter Wien-Rasumofskygasse und Berggasse). Pikanterweise wurde auch das in der sowjetischen Besatzungszone liegende Amt Wien-Favoriten auf Weisung der Roten Armee abgebaut. Auch verschiedene Kabel wurden beschlagnahmt, darunter auch das erste Koaxialkabel Wien-Bruck an der Leitha und mussten ausgegraben werden.
Trotz dieser widrigen Umstände waren im Jahr 1945 bereits wieder 33.364 Telefonanschlüsse und Ende 1946 gab es österreichweit 172.376 Telefonteilnehmer. Allerdings übten die Besatzungsmächte die verfügten Zensurbestimmungen auf dem Telefonsektor aus. Bis zum Ende der Viermächtezensur im Jahre 1953 wurden Auslandsgespräche überwacht.

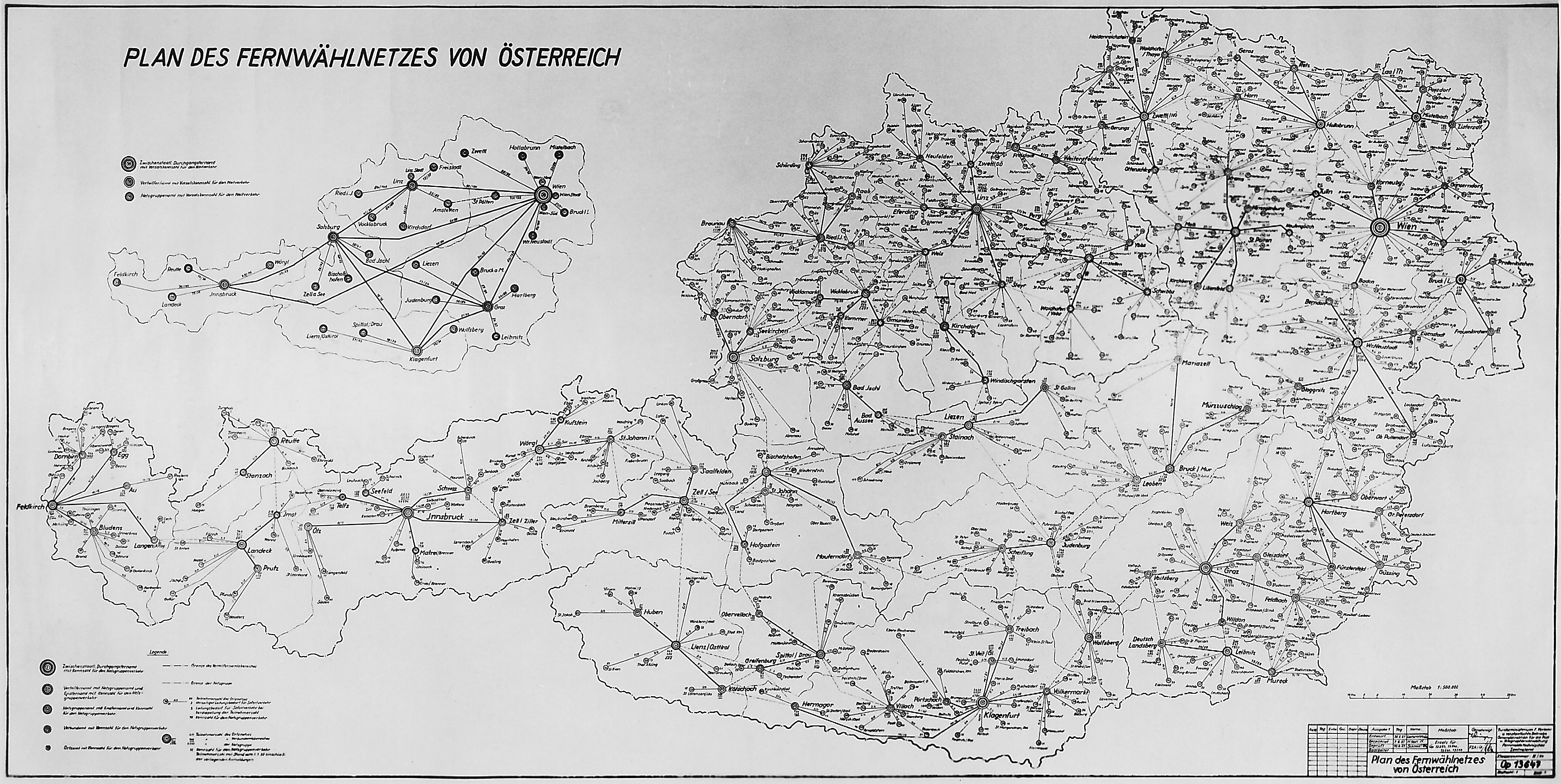
Plan des Fernwahlnetzes von Österreich, 1947

1947 wurde das FZA, das Fernmeldetechnische Zentralamt, gegründet. Zu den Aufgaben dieser neu geschaffenen Stelle gehörte unter anderem die österreichweite Planung des Weitverkehrsnetzes, die Planung des Ortsnetzes Wien, die Erstellung eines Fernwählnetzplanes und eines Dämpfungsplanes. Auch wurde eine Fernmeldezentralbauleitung (FZB) und das Fernmeldezeugwesen (F-Zeug) gegründet.

### Einheitliches Wählsystem
Automatisiert, also auf Wählbetrieb ausgerichtet, war nach Ende des Zweiten Weltkrieges nur der Ortsverkehr in den größeren Städten. Dabei waren neun verschiedene Wählsysteme in Verwendung. Es gab unter anderem das „Wiener“, das „Grazer“ oder auch das „Badener“ System sowie die Systeme „29“, „34“ und „40“ (aus den entsprechenden Jahren 19xx). Diese gewachsene Vielfalt war unrentabel und störend. Es war daher unbedingt notwendig ein einheitliches System einzuführen.

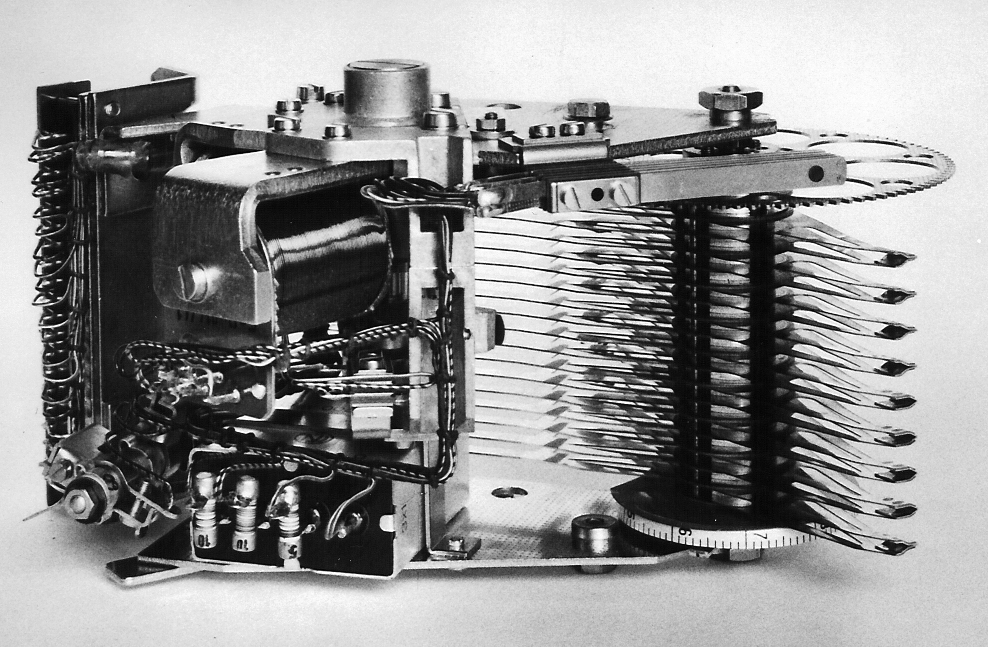
Motorwähler für System 48

Mit 8. April 1948 erließ das Fernmeldetechnische Zentralamt die Richtlinien für das neue, landesweit einheitliche Wählsystem 48. Am 1. April 1950 wurde das erste, nach dem neuen System arbeitende Wählamt in Eferding in Betrieb genommen. Ab 1956 wurde der Verwaltung eine modifizierte Version des Systems 48 angeboten, man verwendete anstelle des Hebdrehwählers einen Wähler mit Motorantrieb, der alle erreichbaren 100 Schritte drehend mittels eines kleinen Motors einstellen konnte. Dieses System benannte man W48M. Ende 1957 ging das erste Versuchsamt nach dem System W48HK, das mit Koordinatenschaltern funktionierte in Betrieb. Es handelte sich um das Amt Wien-Döbling. Man hatte schon im Ausland entsprechende Erfahrungen mit Crossbarschaltern gewonnen, und die heimische Firma Czeija & Nissl bekam den Auftrag, diese ausländischen Systeme für die österreichischen Gegebenheiten anzupassen. Beim Koordinatenschaltersystem erfolgte zwar der Verbindungsaufbau – wie bei den anderen Systemen – weitgehend schritthaltend, jedoch wurden keine Wähler schrittweise fortbewegt, sondern die gewählte Ziffer wurde aufgenommen und gespeichert. Sodann wurde im Koordinatenschalter der entsprechende Schaltpunkt „markiert“ und die Verbindung durchgeschaltet. Das Koordinatenschaltersystem war außerdem weniger wartungsintensiv und auch weniger anfällig. Das System W48HK bewährte sich in weiterer Folge derart, dass es in großer Zahl aufgebaut wurde. Das Wählsystem 48 nach den verschiedenen Systemen war vom 1. April 1950 (Eferding) bis zum 29. Februar 2000 (Hetzendorf) im Einsatz und wurde sodann durch die beiden digitalen Systeme OES-D und OES-E ersetzt.
Die Umstellung der letzten handvermittelten Telefonzentrale mit dem Fräulein von Amt auf Selbstwählverkehr erfolgte 1972.

### Digitalisierung und Liberalisierung

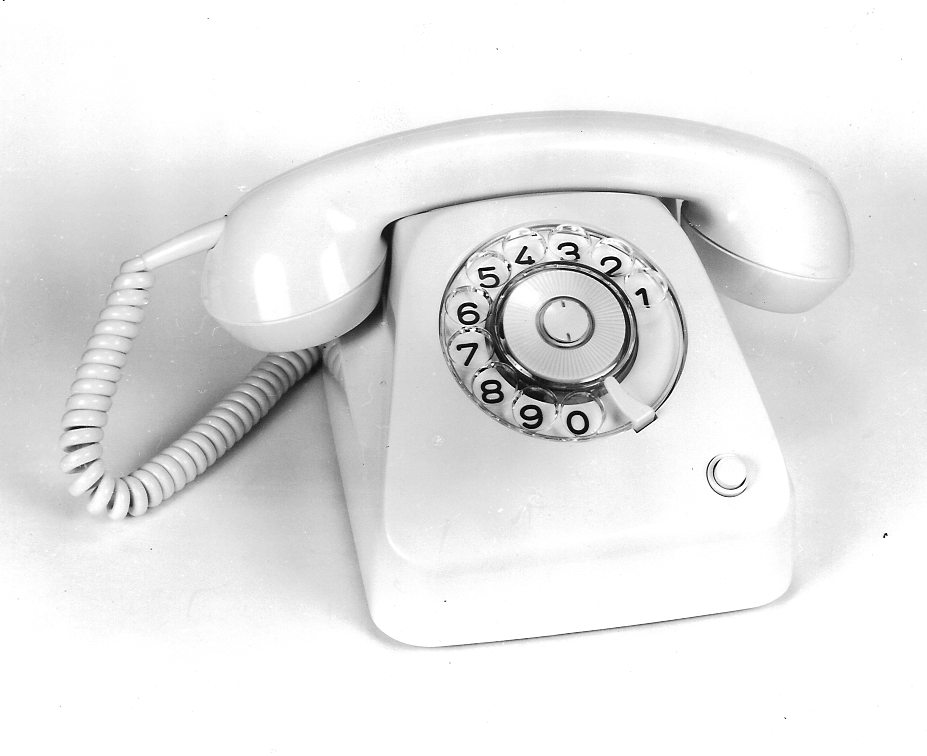
Tischapparat 1976

Schon Mitte der 1970er Jahre machte man sich Gedanken über die Nachfolgegeneration des Systems W48. Einerseits mussten wegen Überalterung und Abnutzung einige Ämter getauscht werden, andererseits wollte man sich neuen Techniken und Technologien nicht verschließen.
So wurde – unter Einbeziehung der österreichischen Lieferfirmen und der ÖPTV – die ÖFEG, die „Österreichische Fernmeldetechnische Entwicklungs- und Förderungsgesellschaft m.b.H.“ im Jahre 1978 gegründet, die sich auf dem internationalen Markt nach geeigneten neuen Systemen umsehen sollte. 1981 fiel dann die Entscheidung, die beiden Systeme, nämlich das kanadische Nortel DMS100 und das deutsche EWS-D für den österreichischen Markt zu adaptieren. Kapsch und Schrack schlossen sich zu der „AT-Austria Telekom“ zusammen und befassten sich mit dem kanadischen System, während Siemens und Alcatel in der gemeinsamen Tochter „AOSA Telekom“ am deutschen EWS-D arbeiteten. Schrack wurde 1994 von Ericsson übernommen und schied deshalb aus der AT aus, so dass das DMS100 nur von Kapsch adaptiert wurde.

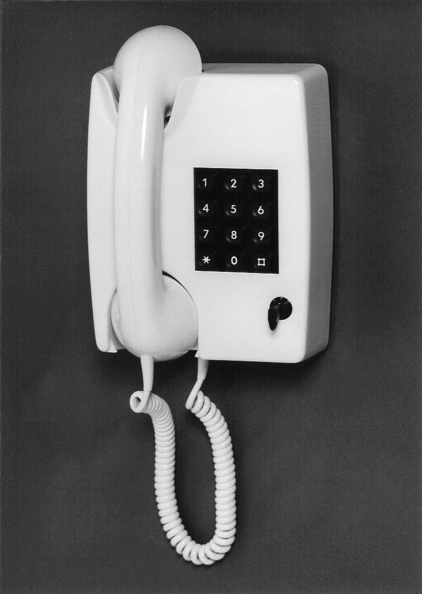
Wandapparat mit Tasten, 1985

1983 wurden die ersten Feldversuchsanlagen im Wiener Fernmeldezentralgebäude Arsenal der ÖPTV vorgestellt und zum Testen übergeben, Mitte 1985 wurden die beiden „echten“ OES-Ämter in den Wählämtern Krugerstraße und Dreihufeisengasse aufgebaut und ab Jahresende 1985 auch mit Vermittlungsleitungen des Wiener Netzes beschaltet. Am 29. Jänner 1986 wurden die beiden Digitalämter dem öffentlichen Verkehr übergeben.
Die ursprünglich bis 2008 geplante landesweite Umschaltung auf OES musste durch die von der EU vorgesehene Liberalisierung des Fernmeldeverkehrs unter Einbeziehung von Alternativnetzanbietern um einige Jahre vorgezogen werden. Ende 1996 war in der Fernnetzebene der landesweite Systemtausch schon so weit gediehen, dass die letzten analogen Einrichtungen abgeschaltet werden konnten. Auf Ortsnetzebene dauerte es noch einige Jahre länger. In Wien wurden am 24. Dezember 1999 die letzten analogen Teilnehmer auf digitale Ämter umgeschaltet. Die Umschaltung auf das Digitalnetz war damit zu Weihnachten 1999 – und damit auch fristgerecht gemäß einer EU-Richtlinie – abgeschlossen.
Im Zuge der Digitalisierung wurden in vielen Orten die Teilnehmernummern um Ziffern erweitert. Auch wurden die Gemeinschaftsanschlüsse („halbes Telefon“, „Vierteltelefon“) aufgelassen und in nun günstigere Einzelanschlüsse umgewandelt.
Eine Folge des EU-Beitritts Österreich 1995 und der damit erfolgten Liberalisierung des Telekom-Marktes war, dass Alternativnetzanbieter nun Direktanschlüsse vergeben durften, zuerst mit fix zugewiesenen Rufnummernkreisen (meist mit 9... beginnend). Eine völlig neue Technologie für die letzte Meile wurde mit Anschlüssen über das Kabelfernsehnetz geschaffen. Da hierbei die Stromversorgung des Telefonapparats nicht von einem batteriegepufferten Wählamt aus erfolgt, war anfangs eine Verbindungsbox mit eingebautem Akku vorgeschrieben, um auch bei einem lokalen Stromausfall telefonieren zu können. Ab Jahresbeginn 2000 konnten Teilnehmer, die sich entbündeln ließen (Umschaltung in das Netz eines Alternativnetzanbieters), ihre ehemalige Telekomnummer zum Privatanbieter „mitnehmen“, also „portieren“ lassen. Eine Vielzahl von Telefon-Anbietern war nun am österreichischen Markt aktiv und bot Telekommunikationsprodukte und Dienstleistungen an.

### Neue Produkte und Services
Ab 1992 war in Österreich ISDN verfügbar, das im Gegensatz zu herkömmlichen Telefonverbindungen zwischen Telefon und Vermittlungsstelle mit digitalen Signalen anstelle von analogen Tonfrequenzen arbeitet und eine höhere Übertragungsgeschwindigkeit erlaubt. Zunächst gab es in Österreich nur ein Amt, welches ISDN-fähig war, die Vermittlungsstelle Dreihufeisengasse in Wien. Nach und nach wurden die Vermittlungsstellen ISDN-fähig ausgebaut.
Breitband-Internet ADSL wurde ab 1999 eingeführt. Ab 2006 wurde von der damaligen Telekom Austria Kabelfernsehen über Festnetz angeboten. Wegen des wachsenden Breitbandbedarfs durch Internet und Kabelfernsehen wird zunehmend zur Datenübertragung Glasfaser eingesetzt. 2009 wurde von Telekom Austria Villach mit Glasfaser versorgt, 2010 folgte Klagenfurt. 2011 folgten der 15. und 19. Bezirk in Wien. Dabei kommen verschiedene Technologien zum Einsatz: Entweder die Glasfaser reicht bis zum Anschluss beim Endkunden, oder für die letzte Strecke wird noch auf eine Kupferleitung zurückgegriffen, wobei für die Übertragung VDSL2-Technologie angewendet wird.
2014 wurde die Umstellung der Festnetz-Sprachtelefonie auf „Voice over IP“ abgeschlossen.

## Mobiltelefonie
Erste Versuche mobil zu telefonieren gab es in Österreich in den ersten Nachkriegsjahren (ab etwa 1949), man experimentiert mit Autofunkgeräten. In der Dienstvermittlung am Wiener Schillerplatz wurde eine Handvermittlung eingerichtet, die den Anschluss von bis zu 16 Teilnehmern gestattete. Aus diesem System entstand dann in weiterer Folge ein betriebsinternes Netz (BIAF – BetriebsInterner AutoFunk), das bis zur Ausstattung der Mitarbeiter mit handlicheren Mobiltelefonen (etwa 1995) in Betrieb stand.
In den Nachbarländern hatte man inzwischen bereits erste Erfahrungen mit Autotelefonen im 2-m-Band (also 150 MHz) gemacht. Die Länder Deutschland, Österreich und Luxemburg schlossen sich zusammen und begründeten ab 1974 das so genannte B-Netz. Teilnehmer dieses Netzes konnten in allen beteiligten Ländern telefonieren. Da das B-Netz einige Mängel aufwies (unter anderem musste man wissen, in welchem Funkbereich sich der gewünschte Teilnehmer aufhielt, um ihn anrufen zu können) und nur ein beschränkter Nummernkreis zur Verfügung stand, suchte man ein Nachfolgesystem. 1984 wurde das C-Netz, ein Mobilnetz im 70-cm-Band, das unter einer bundesweit einheitlichen Vorwahl zu erreichen war und das die Teilnehmer auch bundesweit ausrief und suchte, in Betrieb genommen. Doch auch hier war man bald an der Grenze des Systems angelangt und da das „weltweite“ GSM noch nicht zur Verfügung stand, musste ab 1990 als Übergangslösung das D-Netz (im 900-MHz-Bereich) eingeschaltet werden. Dieses System fand, nicht zuletzt wegen der handlichen kleinen Geräte (in Österreich meist als „Handys“ bezeichnet) bald regen Zuspruch. C- und D-Netz waren allerdings rein nationale Netze, spätestens einige Kilometer hinter der Staatsgrenze war Funkstille.
Zur damaligen Zeit betreute noch der Funktechnische Dienst des Fernmeldebetriebsamt der ÖPTV das so genannte Autotelefon und nahm alle mit dessen Bau und dem Betrieb zusammenhängenden Aufgaben wahr. Aus diesem funktechnischen Dienst ging dann 1995 die Mobilkom hervor.
Ende 1991 begannen die ersten Versuche mit der GSM-Technologie, zuerst im Rahmen eines Feldversuches im Großraum Wien, doch bald waren weite Teile des Bundesgebietes erschlossen. Ab 1996/1997 erfolgte auch am Mobilfunk-Sektor eine Liberalisierung; neben der Mobilkom („A1“) bot zunächst „Ö-Call“ (später „max.mobil“ bzw. „T-Mobile“ und heute „Magenta“) seine Dienste an, später folgten Hutchinson 3G („Drei“),  „Connect Austria“ (anfänglich „ONE“, später „Orange“ und heute Teil von Hutchison 3G) sowie Telering (heute Teil von Magenta).
Mittlerweile sind auch die Nachfolgestandards von GSM (UMTS, LTE und 5G) im Einsatz.